# Mchy (Książ Wielkopolski)
Mchy (deutsch Emchen) ist ein zur Gemeinde Książ Wielkopolski gehörendes Dorf in Polen in der Woiwodschaft Großpolen im Powiat Śremski. 
Die Bevölkerung von Mchy beträgt 710 Personen. In der Nähe des Ortes liegen Kołacin, Chwałkowo Kościelne und Książ Wielkopolski.

## Geschichte
1258 wurde das Dorf das erste Mal urkundlich erwähnt. Zwischen 1458 und 1510 besaß Mchy Stadtrecht.

## Sehenswürdigkeiten

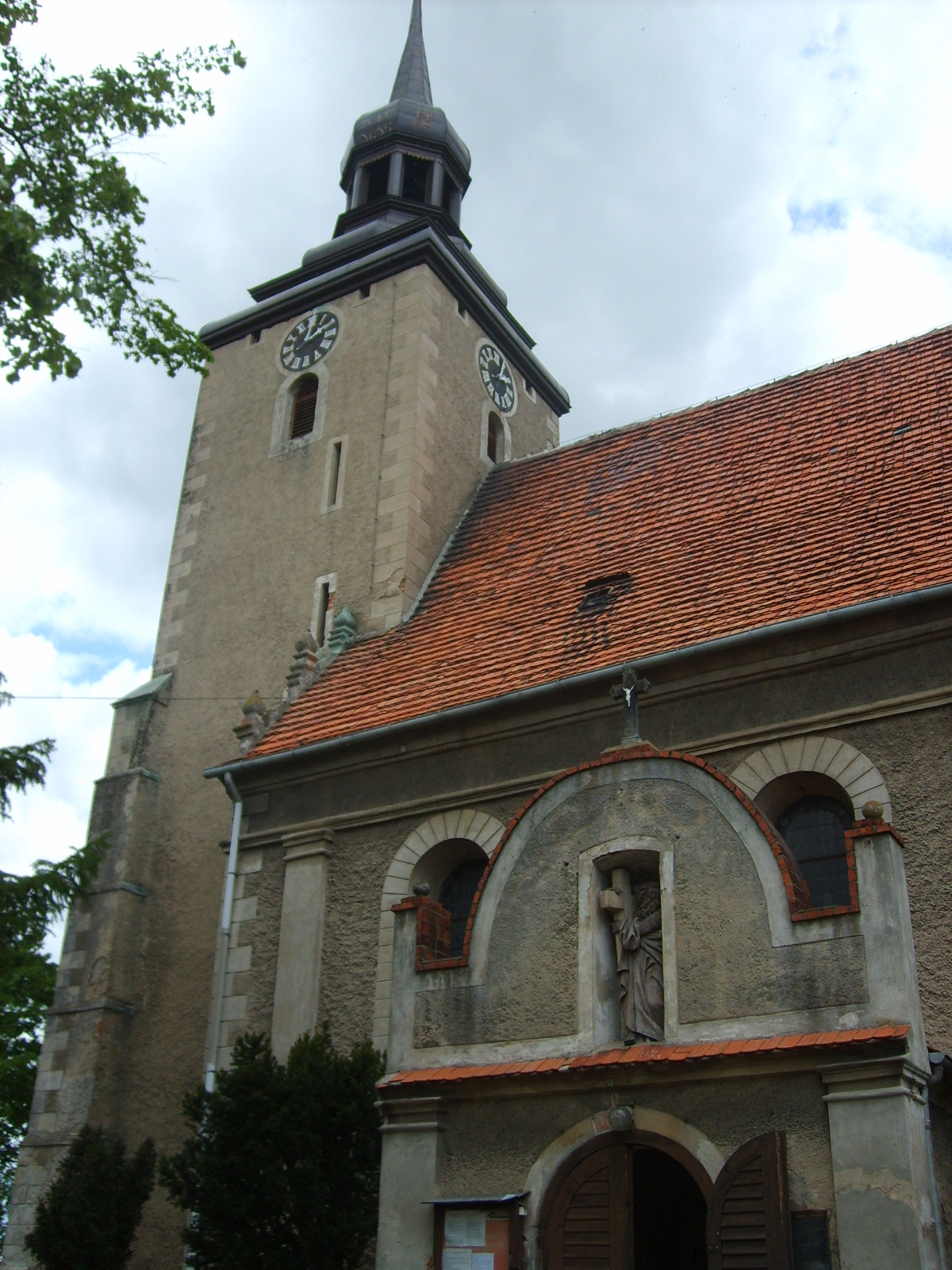
Die Kirche des Sankt Martin in Mchy

- Kirche des Sankt Martin,  Spätrenaissancekirche von 1575 bis 1616 mit hohem barockem Turm mit Uhr. Im Innenraum befinden sich der Spätrenaissancegrabstein Stanisław und Katharina Sapińscys von 1588 und die Kapelle, 1977 geweiht dem Erzbischof Posens Antoni Baraniak (1904–1977), geb. in Sebastianowo, einem benachbarten Dorf.
- Palast  aus dem 18. Jahrhundert mit Säulengang mit Kolumnen; im runden Salon befindet sich eine Stuckdekoration, gefertigt von Michał Ceptowicz 1792.
- Drei Kapellchen mit der barocken Figur des Sankt Wawrzyniec, mit dem Flachrelief des Sankt Johannes Nepomucens aus dem 18. Jahrhundert und der Sankt Barbara.